# RNF MotoGP Racing
RNF MotoGP Racing war ein Motorradsport-Team aus Malaysia, welches in der MotoGP-Klasse der Motorrad-Weltmeisterschaft sowie im MotoE World Cup startete.
2022 entstand das RNF-Team aus dem aufgelösten Petronas Sprinta Racing Team. Der Name RNF setzt sich aus den Vornamen von Gründer Razlan Razalis Kindern (Razali, Nadia und Farouk) zusammen. 2022 trat man mit Yamaha-Maschinen und Andrea Dovizioso und Darryn Binder als Stammfahrern an. Sechs Rennen vor Saisonende beendete Dovizioso seine aktive Karriere und wurde vom Yamaha-Testfahrer Cal Crutchlow vertreten.
2023 wechselt RNF zu Aprilia und wird die RS-GP einsetzen. Auch die Fahrerbesetzung ändert sich. Binder wechselte in die Moto2-Klasse zu Liqui Moly IntactGP Husqvarna. Ins Team kommen die beiden letztjährigen KTM-Fahrer Raúl Fernández und Miguel Oliveira.

## Team-WM-Ergebnisse
| Saison | Klasse | Motorrad      | Fahrer           | Nr. | 1        | 2           | 3           | 4         | 5          | 6       | 7           | 8           | 9          | 10                     | 11          | 12                     | 13         | 14         | 15        | 16         | 17         | 18         | 19       | 20       | 21       | Punkte | Rang |
| ------ | ------ | ------------- | ---------------- | --- | -------- | ----------- | ----------- | --------- | ---------- | ------- | ----------- | ----------- | ---------- | ---------------------- | ----------- | ---------------------- | ---------- | ---------- | --------- | ---------- | ---------- | ---------- | -------- | -------- | -------- | ------ | ---- |
| 2022   | MotoGP | Yamaha YZR-M1 |                  |     | Katar    | Indonesien  | Argentinien | USA-Texas | Portugal   | Spanien | Frankreich  | Italien     | Katalonien | Deutschland            | Niederlande | Vereinigtes Konigreich | Osterreich | San Marino | Aragonien | Japan      | Thailand   | Australien | Malaysia | Valencia |          | 37     | 11.  |
| 2022   | MotoGP | Yamaha YZR-M1 | Andrea Dovizioso | 04  | 14       | DNF         | 20          | 15        | 11         | 17      | 16          | 20          | DNF        | 14                     | 16          | 16                     | 15         | 12         |           |            |            |            |          |          |          | 37     | 11.  |
| 2022   | MotoGP | Yamaha YZR-M1 | Cal Crutchlow    | 35  |          |             |             |           |            |         |             |             |            |                        |             |                        |            |            | 14        | 15         | 19         | 13         | 12       | 16       |          | 37     | 11.  |
| 2022   | MotoGP | Yamaha YZR-M1 | Darryn Binder    | 40  | 16       | 10          | 18          | 22        | 17         | DNF     | 17          | 16          | 12         | DNF                    | DNF         | 20                     | DNF        | 16         | 18        | DNF        | 21         | 14         | DNF      | DNF      |          | 37     | 11.  |
| 2023   | MotoGP | Aprilia RS-GP |                  |     | Portugal | Argentinien | USA-Texas   | Spanien   | Frankreich | Italien | Deutschland | Niederlande | Kasachstan | Vereinigtes Konigreich | Osterreich  | Katalonien             | San Marino | Indien     | Japan     | Indonesien | Australien | Thailand   | Malaysia | Katar    | Valencia | 28     | 10.  |
| 2023   | MotoGP | Aprilia RS-GP | Raúl Fernández   | 25  | DNF      | 14          | DNF         | 15        | WD         |         |             |             | C          |                        |             |                        |            |            |           |            |            |            |          |          |          | 28     | 10.  |
| 2023   | MotoGP | Aprilia RS-GP | Lorenzo Savadori | 32  |          |             |             |           | 12         |         |             |             | C          |                        |             |                        |            |            |           |            |            |            |          |          |          | 28     | 10.  |
| 2023   | MotoGP | Aprilia RS-GP | Miguel Oliveira  | 88  | DNF7     |             | 58          | DNF5      |            |         |             |             | C          |                        |             |                        |            |            |           |            |            |            |          |          |          | 28     | 10.  |

| Legende  | Legende            | Legende                                                          |
| Farbe    | Abkürzung          | Bedeutung                                                        |
| -------- | ------------------ | ---------------------------------------------------------------- |
| Gold     | –                  | Sieg                                                             |
| Silber   | –                  | 2. Platz                                                         |
| Bronze   | –                  | 3. Platz                                                         |
| Grün     | –                  | Platzierung in den Punkten                                       |
| Blau     | –                  | Klassifiziert außerhalb der Punkteränge                          |
| Violett  | DNF                | Rennen nicht beendet (did not finish)                            |
| Violett  | NC                 | nicht klassifiziert (not classified)                             |
| Rot      | DNQ                | nicht qualifiziert (did not qualify)                             |
| Rot      | DNPQ               | in Vorqualifikation gescheitert (did not pre-qualify)            |
| Schwarz  | DSQ                | disqualifiziert (disqualified)                                   |
| Weiß     | DNS                | nicht am Start (did not start)                                   |
| Weiß     | WD                 | zurückgezogen (withdrawn)                                        |
| Hellblau | PO                 | nur am Training teilgenommen (practiced only)                    |
| Hellblau | TD                 | Freitags-Testfahrer (test driver)                                |
| ohne     | DNP                | nicht am Training teilgenommen (did not practice)                |
| ohne     | INJ                | verletzt oder krank (injured)                                    |
| ohne     | EX                 | ausgeschlossen (excluded)                                        |
| ohne     | DNA                | nicht erschienen (did not arrive)                                |
| ohne     | C                  | Rennen abgesagt (cancelled)                                      |
| ohne     | keine WM-Teilnahme |                                                                  |
| sonstige | P/fett             | Pole-Position                                                    |
| sonstige | 1/2/3/4/5/6/7/8    | Punktplatzierung im Sprint-/Qualifikationsrennen                 |
| sonstige | SR/kursiv          | Schnellste Rennrunde                                             |
| sonstige | *                  | nicht im Ziel, aufgrund der zurückgelegten Distanz aber gewertet |
| sonstige | ()                 | Streichresultate                                                 |
| sonstige | unterstrichen      | Führender in der Gesamtwertung                                   |